# Marmotă comună
Marmota comună (Marmota monax, cunoscută și ca marmota americană) este un rozător de tip veveriță. Trăiește în Canada și Statele Unite ale Americii. Ca și majoritatea rozătoarelor, este un animal erbivor. Această marmotă hibernează. Este un animal des întâlnit și a fost introdus și în Europa. Sunt animale sfioase și se înmulțesc primăvara timpuriu. De multe ori se aude „fluierând”. Este un rozător mare, cântărind 2-5 kg.

## Vezi și
- Marmotă
- Marmota alpină
- Marmota baibacina
- Marmota lui Menzbier
- Marmota siberiană
- Marmota bobak
- Marmota broweri